# Sítio Paleontológico Jazigo Cinco
Sítio Paleontológico Jazigo Cinco está situado na cidade brasileira de Santa Maria, no Rio Grande do Sul, e pertence à Formação Santa Maria, Membro Alemoa. Está situado no bairro Km 3 e é um centro de pesquisas. É o local onde foi coletado o Estauricossauro, o primeiro dinossauro brasileiro.